# 川下村 (山口県)
川下村（かわしもそん）は、山口県玖珂郡にあった村。現在の岩国市の東部、錦川の三角州内にあたる。

## 地理
- 海洋：安芸灘
- 河川：今津川、門前川

## 歴史
- 1889年（明治22年）4月1日 - 町村制の施行により、向今津村・車村・中津村の区域をもって発足。
- 1940年（昭和15年）4月1日 - 岩国町・麻里布町・愛宕村・灘村と合併して岩国市が発足。同日川下村廃止。

## 村長
- 田村虎一

## 交通

### 鉄道路線
村域を鉄道省の柳井線（現・山陽本線）が通過したが、駅は所在しなかった。